# احمد وحیدی
احمد شاهچراغی (زادهٔ ۱۳۳۷) معروف به احمد وحیدی سیاستمدار و سرتیپ سپاه پاسداران انقلاب اسلامی است، که هم‌اکنون به‌عنوان مشاور فرمانده کل سپاه پاسداران فعالیت می‌کند و از اعضای مجمع تشخیص مصلحت نظام است. او در دولت سیزدهم، از ۱۴۰۰ تا ۱۴۰۳ وزیر کشور بود و در دولت دهم در فاصله سال‌های ۱۳۸۸ تا ۱۳۹۲ به‌عنوان دوازدهمین وزیر دفاع و پشتیبانی نیروهای مسلح فعالیت می‌کرد.
وی دانش‌آموختهٔ کارشناسی مهندسی الکترونیک، کارشناسی ارشد و دکتری مطالعات استراتژیک است. او از حوالی ۱۳۶۴ تا ۱۳۶۷ معاون اطلاعات سپاه بود و در فاصلهٔ سال‌های ۱۳۶۷ تا ۱۳۷۶ فرماندهی نیروی قدس را برعهده داشت.
وحیدی در دولت هشتم از ۱۳۸۲ تا ۱۳۸۴ معاون طرح و برنامهٔ وزیر دفاع و در دولت نهم از ۱۳۸۴ تا ۱۳۸۸ قائم‌مقام وزیر دفاع بود، در دولت دهم، از ۱۳۸۸ تا ۱۳۹۲ به‌عنوان وزیر دفاع و پشتیبانی نیروهای مسلح فعالیت می‌کرد، در فاصله سال‌های ۱۳۹۲ تا ۱۳۹۵ ریاست مرکز تحقیقات راهبردی دفاعی را برعهده داشت و از ۱۳۹۵ تا ۱۴۰۰ رئیس دانشگاه عالی دفاع ملی بود.
وحیدی از متهمان بمب‌گذاری آمیا و تحت تعقیب پلیس بین‌الملل است. وی همچنین متهم به داشتن رابطه با ایمن الظواهری است. او از سوی آمریکا در فهرست تحریم‌های مرتبط با سپاه پاسداران، سازمان هوافضا و سازمان صنایع دفاعی نیز قرار دارد.

## زندگی‌نامه
احمد وحیدی، با نام اصلی احمد شاهچراغی، در سال ۱۳۳۷ در شیراز زاده شد. وی در سال ۱۳۵۹ به عضویت سپاه پاسداران انقلاب اسلامی درآمد و در جنگ ایران و عراق از فرماندهان سپاه پاسداران محسوب می‌شد.
احمد وحیدی دارای مدرک کارشناسی مهندسی الکترونیک از دانشگاه صنعتی امیرکبیر، کارشناسی ارشد مهندسی صنایع از دانشگاه علم و صنعت و دکتری مطالعات استراتژیک می‌باشد.

## سوابق اجرایی
وحیدی از جمله فرماندهان سپاه پاسداران، در طول جنگ ایران و عراق و سال‌های پس از آن است، که تاکنون مسئولیت‌های زیر را برعهده داشته است:
- فرماندهی نیروی قدس[۱۷]
- معاونت طرح، برنامه و امور بین‌الملل وزارت دفاع
- جانشین وزیر دفاع
- وزیر دفاع و پشتیبانی نیروهای مسلح[۱۸]
- رئیس کمیسیون سیاسی، دفاعی و امنیتی مجمع تشخیص مصلحت نظام
- رئیس کارگروه سیاسی، دفاعی و امنیتی در تدوین برنامهٔ پنجم توسعه[۱۹]
- رئیس کمیسیون دفاعی-امنیتی شورای راهبردی روابط خارجی[۲۰]
- وزیر کشور جمهوری اسلامی ایران[۲۱]

## ماجرای مک‌فارلین
براساس خاطرات اکبر هاشمی رفسنجانی، احمد وحیدی که در زمان ماجرای مک‌فارلین مسئول اطلاعات سپاه پاسداران بود، گزارشی از موشک‌های هاگ ارسالی آمریکا به ایران در جنگ ایران و عراق را ارائه کرده بود.

## بمب‌گذاری در آرژانتین
اینترپل (پلیس بین‌الملل) به درخواست دادگستری آرژانتین مبنی بر دخالت داشتن وحیدی در بمب‌گذاری آمیا و در مقام فرماندهٔ وقت نیروی قدس سپاه پاسداران انقلاب اسلامی، حکم جلب بین‌المللی وی را صادر کرد.

## رابطه با القاعده
روزنامهٔ واشینگتن پست در سال ۲۰۰۳ به نقل از مقامات آمریکایی گزارشی با عنوان «رابطه‌ای به عمر یک دهه» میان ایمن الظواهری، از مقامات ارشد القاعده، با احمد وحیدی منتشر کرد. در این گزارش، ادعا شده بود ایران پیش از حملات یازدهٔ سپتامبر، همکاری‌های متعددی با اعضای گروه القاعده مستقر در افغانستان و پاکستان داشته است.

## وزارت دفاع و پشتیبانی نیروهای مسلح
محمود احمدی‌نژاد در تاریخ ۲۸ مرداد ۱۳۸۸ فهرستی از وزیران پیشنهادی خود را ارائه نمود، که در این فهرست، احمد وحیدی برای سمت وزارت دفاع و پشتیبانی نیروهای مسلح معرفی شده بود. در تاریخ ۱۰ شهریور ۱۳۸۸، در جریان سومین روز بررسی سوابق وزیران کابینهٔ دهم در مجلس شورای اسلامی، هنگامی که نوبت به اظهار نظر موافقان و مخالفان وزیر پیشنهادی دفاع رسید، هادی قوامی (نمایندهٔ اسفراین) که قرار بود به‌عنوان تنها مخالف سخن بگوید، از طریق منشی مجلس، تغییر رأی خود را اعلام و دلیل این انصراف را «گستاخی و رجزخوانی اسرائیل» دربارهٔ وحیدی اعلام کرد و گفت:
«برای نشان دادن حمایت کامل و قاطع مجلس از ایشان در برابر این گستاخی صهیونیست‌ها، از وقت مخالفت خود صرف‌نظر می‌کنم و نه تنها رای منفی خود را پس می‌گیرم، بلکه به ایشان رأی مثبت خواهم داد.»
به دلیل انصراف وی، نمایندهٔ موافق نیز صحبت نکرد و بدون بررسی سوابق و نظرات مخالف یا موافق، وحیدی برای اعلام برنامه‌های خود به پشت تریبون مجلس رفت. در تاریخ ۱۲ شهریور ۱۳۸۸، در جریان رأی‌گیری به وزاری پیشنهادی، احمد وحیدی با کسب ۲۲۷ رأی موافق، از مجموع ۲۸۶ رأی ماخوذه، ۵۴ رأی مخالف و ۵ رأی ممتنع، به‌عنوان وزیر دفاع و پشتیبانی نیروهای مسلح در دولت دهم انتخاب شد. وی با کسب ۷۹٪ آرا، بیشترین درصد را در میان سایر وزرای پیشنهادی در دولت دهم کسب نمود.

### واکنش‌ها
- آرژانتین: آلبرتو نیسمن دادستان آرژانتین، انتصاب احمد وحیدی به وزارت دفاع را محکوم کرد و آن را ناقض قوانین بین‌المللی خواند.[۲۹]
- ایالات متحده آمریکا: فیلیپ کرولی، معاون روابط عمومی وزارت امور خارجهٔ آمریکا در واکنش به انتخاب احمد وحیدی به وزارت دفاع دولت دهم، گفت:

«ایران با انتخاب احمد وحیدی به عنوان وزیر دفاع در تلاش‌های آمریکا برای پایان دادن به انزوای بین‌المللی این کشور، گامی به عقب را اتخاذ کرد.»

### سفر به بولیوی
احمد وحیدی در ۱۰ خرداد ۱۳۹۰ برای شرکت در مراسم گشایش یک آکادمی نظامی متعلق به اعضای ائتلاف چپ‌گرای آلبا، شامل کشورهای کوبا، ونزوئلا و نیکاراگوئه، وارد کشور بولیوی شد؛ ولی عصر همان روز، داوید چوکه‌هوآنکا، وزیر امور خارجهٔ بولیوی، در نامه‌ای به هکتور تیمِرمان؛ وزیر امور خارجهٔ آرژانتین، ضمن عذرخواهی از مردم این کشور، دعوت وحیدی به این مراسم را بر اثر بی‌اطلاعی وزارت دفاع بولیوی، از حکم صادرهٔ دادگاه علیه وحیدی و عدم هماهنگی وزرات دفاع این کشور با دولت بولیوی دانست و اعلام کرد که از وحیدی خواسته شده تا بلافاصله خاک بولیوی را ترک کند. اوو مورالس، رئیس‌جمهور بولیوی نیز با اشتباه خواندن دیدارش با احمد وحیدی، به خاطر این دیدار از مردم آرژانتین رسماً پوزش خواست.

## وزارت کشور
در سال ۱۴۰۰ سید ابراهیم رئیسی در اجرای اصل ۱۳۳ قانون اساسی جمهوری اسلامی ایران وی را به‌عنوان وزیر کشور پیشنهادی دولت سیزدهم به مجلس شورای اسلامی معرفی کرد. وحیدی توانست با ۲۶۶ رأی موافق، ۱۶ رأی مخالف و ۳ رأی ممتنع از سوی نمایندگان به‌عنوان وزیر کشور انتخاب شود.
او در جریان خیزش ۱۴۰۱ ایران خواستار توبیخ و مجازات ورزشکاران و هنرمندان حامی خیزش شد.

## حجاب‌بان‌ها

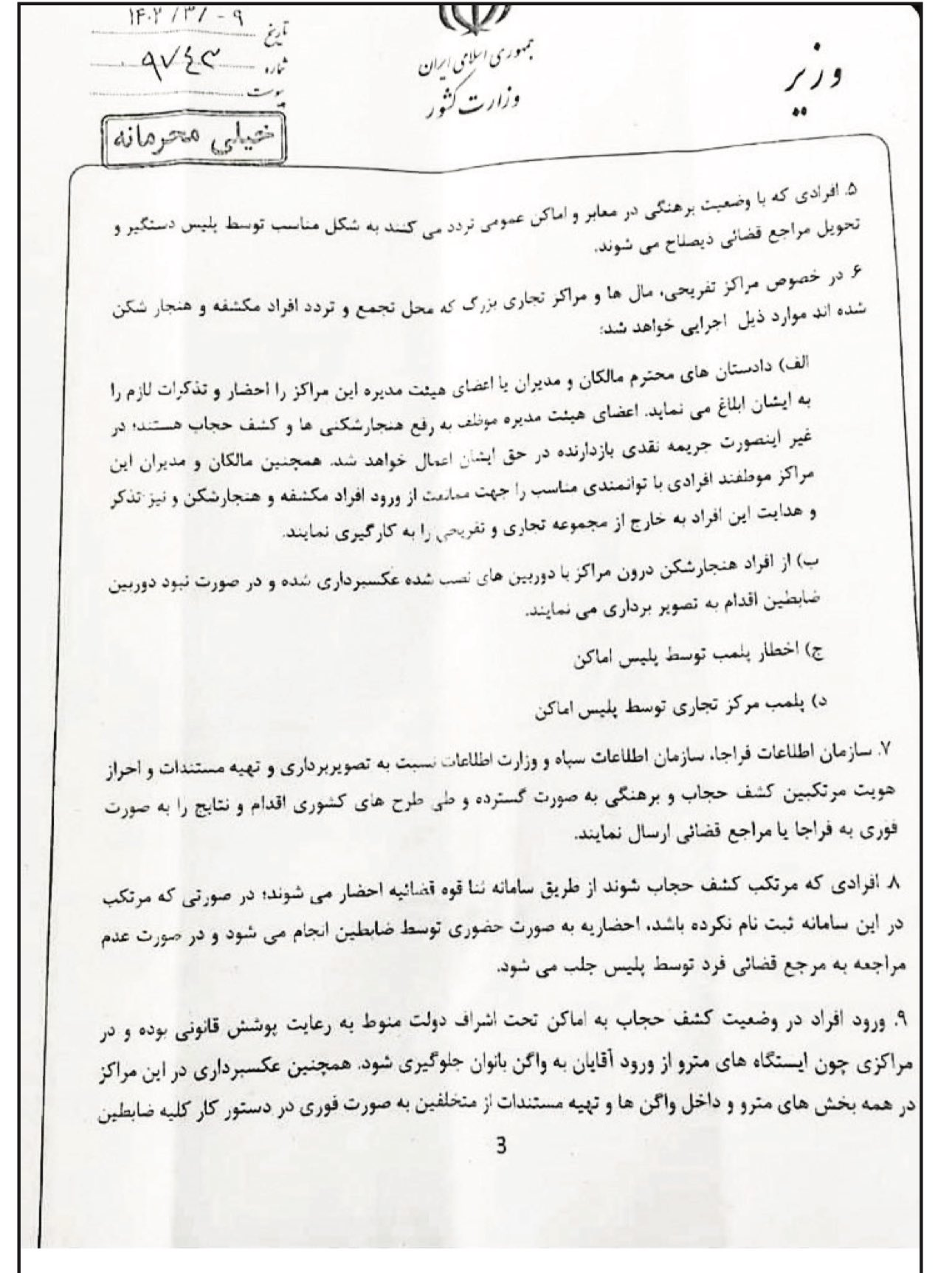
قسمتی از بخشنامه شماره ۹۷۴۳ وزارت کشور مورخ ۹ خرداد ۱۴۰۲

در تاریخ ۹ خرداد ۱۴۰۲ وزارت کشور در نامه‌ای «خیلی محرمانه» خطاب به برخی دستگاه‌ها از جمله سازمان اطلاعات فراجا، سازمان اطلاعات سپاه و وزارت اطلاعات از آن‌ها خواسته بود ضمن کنترل ورود افراد بی‌حجاب به مترو، از آن‌ها تصویربرداری کنند. این نامه در آذرماه همان‌سال از سوی روزنامه اعتماد منتشر شد. چند روز پیش از انتشار نامه، احمد وحیدی به‌عنوان وزیر کشور ضمن انکار صدور هر گونه مجوز برای فعالیت حجاب‌بان‌ها، آن‌ها را گروه‌های خودجوش مردمی معرفی کرده بود. انتشار این گزارش باعث اعلام جرم دادستانی تهران علیه روزنامه اعتماد به اتهام انتشار سند محرمانه شد، اما یک روز پس از آن روزنامه «توسعه ایرانی» نیز بخشنامه وزارت کشور را در مطلب «محرمانگی خودسرانه!» که تیتر یک این رسانه را به خود اختصاص می‌داد منتشر کرد. سند فوق در حالی با مهر «خیلی محرمانه» صادر شده بود که طبق ماده یازده قانون دسترسی آزاد به اطلاعات، انتشار مصوباتی که موجد حق یا تکلیف عمومی هستند الزامی‌است و این مصوبات قابل طبقه‌بندی به عنوان اسناد دولتی نیستند
در واکنش به تناقض اظهارات وحیدی با نامه منتشرشده، انتقادات از وی بالا گرفت؛ چنان‌که حزب ندای ایرانیان او را دروغ‌گو خواند و محمد مهاجری، فعال سیاسی اصولگرا خواستار استعفای وحیدی شد. روزنامه اطلاعات نیز با هشدار نسبت به دوگانگی در رفتار و گفتار نوشت: «وزیر نباید خلافِ کاری که انجام داده با مردم کشورش سخن بگوید. خاصه در این ایام که بار سهمگین تورم و تحریم کمر خانواده‌های ایرانی را خم کرده است.»